# DeLisle Stewart
| Planetoida  | Data odkrycia    |
| ----------- | ---------------- |
| (475) Ocllo | 14 sierpnia 1901 |

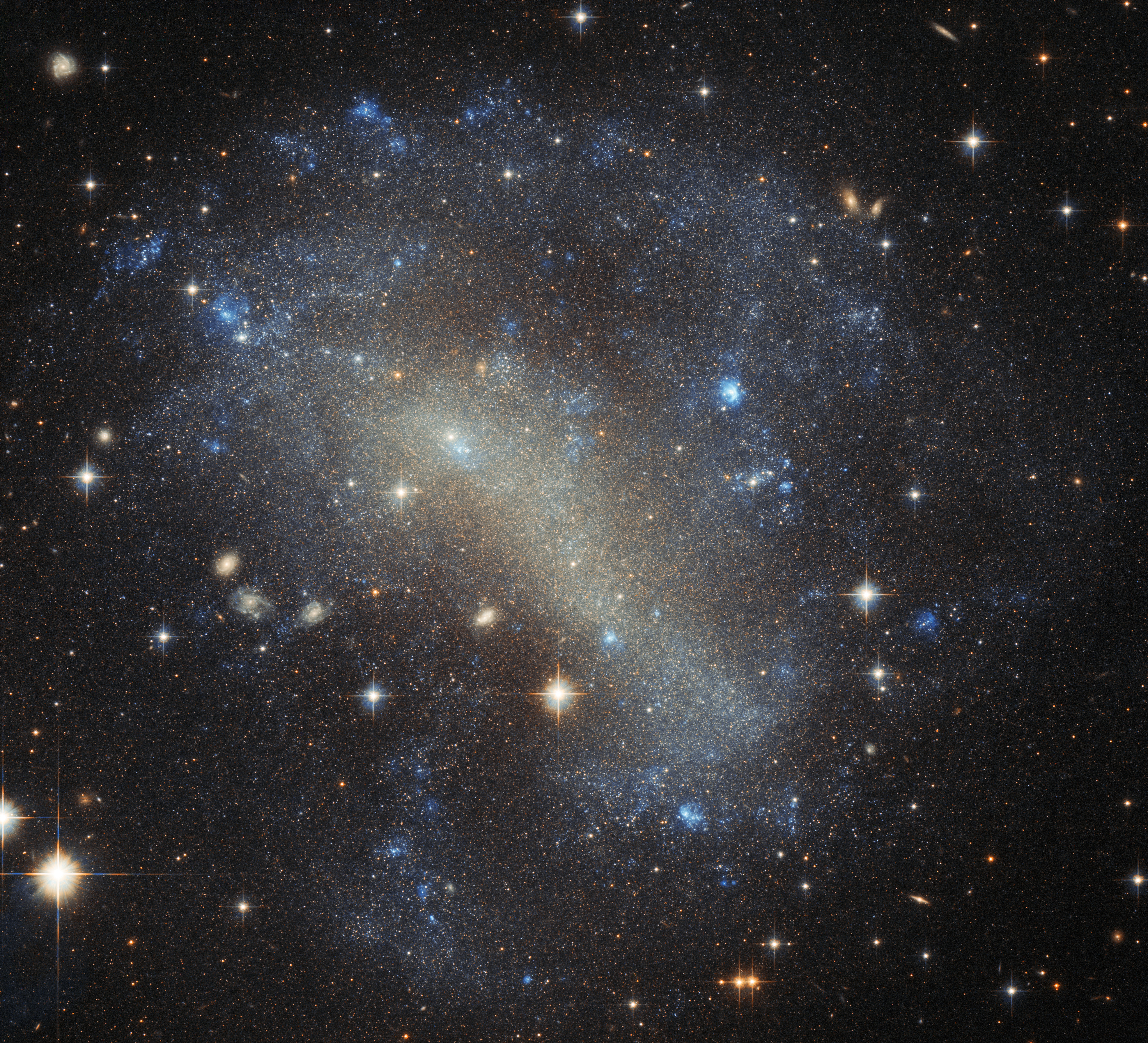
Zdjęcie galaktyki IC 4710 odkrytej przez DeLisle'a wykonane przez teleskop Hubble'a.

DeLisle Stewart (ur. 16 marca 1870, zm. 2 lutego 1941) – astronom amerykański.
Od 1896 pracował w Harvard College Observatory, później w latach 1898–1901 pracował w obserwatorium w Arequipie, Peru, wykonał tam zdjęcia, dzięki którym William Henry Pickering odkrył księżyc Saturna Febe. Odkrył ponad 600 obiektów, które znalazły się w katalogu IC II. Odkrył także jedną planetoidę – (475) Ocllo.